# Georg Stach
Pour les articles homonymes, voir Stach.
Georg Stach (né le 15 juillet 1912 à Berlin et mort le 31 décembre 1943) est un coureur cycliste allemand. Professionnel dans les années 1930 et 1940, il est notamment champion d'Allemagne sur route. 

## Biographie
En 1935, il dispute le Tour de France en tant qu'individuel. Il doit abandonner lors de la dernière étape. Durant la Seconde Guerre mondiale, il est grièvement blessé près de Königs Wusterhausen et meurt des suites de ses blessures.

## Palmarès

### Palmarès amateur
- 1930
  - Champion d'Allemagne du contre-la-montre par équipes amateurs
- 1931
  - Champion d'Allemagne du contre-la-montre par équipes amateurs
- 1932
  - Berlin-Leipzig (de)
- 1933
  - Tour de la Hainleite
  - 9e du championnat du monde sur route amateurs

### Palmarès professionnel
- 1934
  - 3e du Tour de Cologne
- 1935
  - 3e du championnat d'Allemagne sur route
  - 3e de Berlin-Cottbus-Berlin
  - 3e du Tour de Berlin
- 1940
  -  Champion d'Allemagne sur route
  - Grand Prix de Saxe